# 那龙河
那龙河，位于中华人民共和国广东省中南部，是漠阳江左岸支流，发源于恩平市东南部横陂镇狮子岭，蜿蜒向西南流经阳江市阳东区那龙镇、合山镇、北惯镇等地，最后于阳江市区东南郊，江城区岗列街道五家村东南汇入漠阳江东支那洛河。河长67千米，河床平均比降0.43‰，流域面积945平方千米。年均径流量13.23亿立方米。那龙河地处漠阳江流域最下游，河道平均比降小，弯曲多，宽窄变化悬殊，且下游常受漠阳江的洪潮顶托，故洪水宣泄困难，洪患严重。